# Robert Van’t Hof
Robert Van’t Hof (ur. 10 kwietnia 1959 w Lynwood) – amerykański tenisista.

## Kariera tenisowa
Zawodowym tenisistą był w latach 1980–1992.
W grze pojedynczej Van’t Hof jest zwycięzcą i finalistą 2 turniejów rangi ATP World Tour.
W grze podwójnej wygrał 6 zawodów ATP World Tour oraz uczestniczył w 3 finałach.
W rankingu gry pojedynczej najwyżej był na 25. miejscu (4 lipca 1983), a w klasyfikacji gry podwójnej na 20. pozycji (25 sierpnia 1986).

### Finały w turniejach ATP World Tour
| Legenda                                      |
| -------------------------------------------- |
| Wielki Szlem                                 |
| Igrzyska olimpijskie                         |
| Tennis Masters Cup / ATP Finals              |
| ATP Masters Series / ATP Tour Masters 1000   |
| ATP International Series Gold / ATP Tour 500 |
| ATP International Series / ATP Tour 250      |

#### Gra pojedyncza (2–2)
| Końcowy wynik | Nr | Data | Turniej   | Nawierzchnia    | Przeciwnik         | Wynik finału |
| ------------- | -- | ---- | --------- | --------------- | ------------------ | ------------ |
| Finalista     | 1. | 1980 | Hobart    | Twarda          | Szelomo Glickstein | 6:7, 4:6     |
| Zwycięzca     | 1. | 1981 | Tajpej    | Dywanowa (hala) | Pat DuPré          | 7:5, 6:2     |
| Finalista     | 2. | 1982 | Cleveland | Twarda          | Sandy Mayer        | 5:7, 3:6     |
| Zwycięzca     | 2. | 1989 | Seul      | Twarda          | Brad Drewett       | 7:5, 6:4     |

#### Gra podwójna (6–3)
| Końcowy wynik | Nr | Data | Turniej       | Nawierzchnia    | Partner         | Przeciwnicy                        | Wynik finału  |
| ------------- | -- | ---- | ------------- | --------------- | --------------- | ---------------------------------- | ------------- |
| Finalista     | 1. | 1981 | Tokio         | Ceglana         | Larry Stefanki  | Heinz Günthardt Balázs Taróczy     | 6:3, 2:6, 1:6 |
| Finalista     | 2. | 1982 | Auckland      | Twarda          | Larry Stefanki  | Andrew Jarrett Jonathan Smith      | 5:7, 6:7      |
| Zwycięzca     | 1. | 1982 | Tajpej        | Dywanowa (hala) | Larry Stefanki  | Fred McNair Tim Wilkison           | 6:3, 7:6      |
| Zwycięzca     | 2. | 1984 | Bristol       | Trawiasta       | Larry Stefanki  | John Alexander John Fitzgerald     | 6:4, 5:7, 9:7 |
| Zwycięzca     | 3. | 1985 | Los Angeles   | Twarda          | Scott Davis     | Paul Annacone Christo Van Rensburg | 6:3, 7:6      |
| Zwycięzca     | 4. | 1986 | Atlanta       | Dywanowa (hala) | Andy Kohlberg   | Christo Steyn Danie Visser         | 6:2, 6:3      |
| Zwycięzca     | 5. | 1990 | Auckland      | Twarda          | Kelly Jones     | Gilad Blum Paul Haarhuis           | 7:6, 6:0      |
| Zwycięzca     | 6. | 1990 | San Francisco | Dywanowa (hala) | Kelly Jones     | Glenn Layendecker Richey Reneberg  | 2:6, 7:6, 6:3 |
| Finalista     | 3. | 1991 | Hongkong      | Twarda          | Glenn Michibata | Patrick Galbraith Todd Witsken     | 2:6, 4:6      |